# Anas chlorotis
La cerceta parda o cerceta de Nueva Zelanda (Anas chlorotis) es una especie de ave anseriforme de la familia Anatidae endémica de Nueva Zelanda. Anteriormente se consideraba conespecífica con la cerceta maorí y la cerceta de Campbell, todas en Anas aucklandica, pero fueron separadas en las tres especies actualmente reconocidas. 
La cerceta castaña tiene costumbres bastante nocturnas para ser un pato de superficie. Esto parece ser una respuesta evolutiva al hecho de que la mayoría de los depredadores de Nueva Zelanda, antes de la llegada de los humanos y los mamíferos carnívoros que trajeron con ellos, eran aves diurnas como el águila de Haast o los págalos.

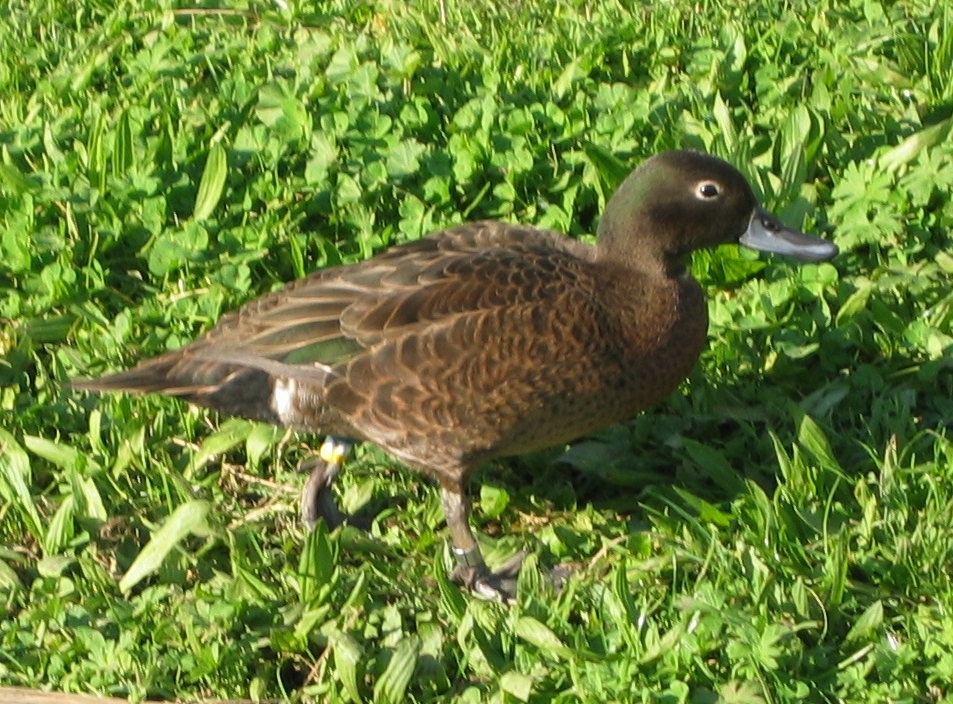

Se alimenta en la superficie del agua y sumergiendo medio cuerpo, como sus parientes. Su dieta se compone principalmente de invertebrados acuáticos como insectos, crustáceos y moluscos. Se traga enteros a las especies pequeñas como Paphies australis y algunas grandes como Macomona liliana y las parte en su buche. También se alimenta de berberechos grandes como Austrovenus stutchburyi que en cambio pueden abrir con el pico.
Esta especie está en peligro de extinción y se encuentra principalmente en las pequeñas islas que rodean las islas principales de Nueva Zelanda, aunque también las reservas libres de depredadores de las islas principales como el parque de la península Tawharanui. En el pasado se extendía por toda Nueva Zelanda, pero desapareció de la mayor parte de las islas principales a causa de la introducción de depredadores como los gatos, perros y ratas, que atrapan fácilmente a esta ave incauta y mala voladora. Está considerada como especie en peligro de extinción por la UICN .